# Cristian (prenume)
Cristian este un popular prenume în Europa de Nord.

## Regi ai Danemarcei
- Christian I al Danemarcei
- Christian al II-lea al Danemarcei
- Christian al III-lea al Danemarcei
- Christian al IV-lea al Danemarcei
- Christian al V-lea al Danemarcei
- Christian al VI-lea al Danemarcei
- Christian al VII-lea al Danemarcei
- Christian al VIII-lea al Danemarcei
- Christian al IX-lea al Danemarcei
- Christian al X-lea al Danemarcei

### Prinți
- Prințul Christian al Danemarcei (n. 2005), fiul Prințului Moștenitor Frederik al Danemarcei

## Personalități cu prenumele Christian
- Hans Christian Andersen

## Altele
- Cristian Anghel (dezambiguizare)
- Cristian Popescu (dezambiguizare)

Nume de familie
- Jaqueline Cristian